# Big Bang (álbum de Big Bang)
Big Bang é o segundo álbum de estúdio japonês, lançado pelo grupo sul-coreano Big Bang em 19 de agosto de 2009. O álbum também é conhecido pelo título de Big Bang 1st Japanese Album, devido seu lançamento ter ocorrido exclusivamente pela Universal Music Japan. Contendo onze faixas, Big Bang tornou-se o primeiro álbum japonês do grupo a possuir todas as suas canções em língua japonesa (com exceção de "Love Club", gravada em língua inglesa), diferentemente de seus trabalhos anteriores. Os singles "My Heaven" e "Gara Gara Go!!" foram lançados previamente ao álbum e a canção "Bringing You Love", converteu-se em sua faixa título. 
O lançamento de Big Bang atingiu as posições de número dois e três, respectivamente, em ambas as paradas diária e semanal da Oricon Albums Chart. Mais tarde, o álbum recebeu a certificação ouro pela Associação da Indústria de Gravação do Japão, por suas vendas de mais de cem mil cópias.

## Antecedentes e lançamento
Após o lançamento de Number 1 (2008), primeiro álbum de estúdio japonês do Big Bang, que contou majoritariamente com canções em língua inglesa e língua japonesa|japonesa, o grupo passou a lançar singles inteiramente em japonês no ano seguinte, como "My Heaven", o qual alcançou a posição de número três na parada semanal da Oricon Singles Chart e "Gara Gara Go!!" (em japonês: ガラガラ Go!!), que atingiu pico de número cinco na mesma parada. A produção de seu álbum homônimo, que incluiu os singles supracitados e a adição de novas canções a sua lista de faixas, encerrou-se no fim do mês de julho de 2009. 
Big Bang foi lançado através de duas versões, sendo elas regular e limitada. Sua edição regular contém onze canções no total e sua edição limitada contém a mesma lista de faixas e integra um DVD, que possui vídeos musicais do grupo e cenas de gravação do álbum. Mais tarde, o álbum recebeu uma edição de relançamento, nomeada como Big Bang + Live Tracks, em formato de CD duplo, com o primeiro disco trazendo as canções de Big Bang e o segundo servindo como um álbum ao vivo do quinteto, sendo composto de quatro canções apresentadas durante sua turnê musical japonesa Electric Love Tour de 2010.

## Lista de faixas
| Big Bang – Edição padrão |                                  |                                     |                                           |                                              |         |  |
| N.º                      | Título                           | Letras                              | Música                                    | Arranjos                                     | Duração |  |
| 1.                       | "Intro"                          | -                                   | Jimmy Thornfeldt, G-Dragon                | -                                            | 0:53    |  |
| 2.                       | "Gara Gara Go!!" (ガラガラ Go!!) | Big-Ron / Shion / Ricci / YUG Japan | Jimmy Thornfeldt                          | Jimmy Thornfeldt, Mohombi Moupondo, G-Dragon | 3:20    |  |
| 3.                       | "Bringing You Love"              | G-Dragon                            | Jimmy Thornfeldt                          | Jimmy Thornfeldt                             | 3:24    |  |
| 4.                       | "My Heaven"                      | G-Dragon, Fujibayashi Shoko, Komu   | G-Dragon, Daishi Dance                    | G-Dragon, Daishi Dance                       | 3:54    |  |
| 5.                       | "Stay"                           | Fujibayashi Shoko                   | Jimmy Thornfeldt, Mohombi Moupondo        | Jimmy Thornfeldt, Mohombi Moupondo           | 3:40    |  |
| 6.                       | "Top of the World"               | Shikata                             | Jimmy Thornfeldt, Mohombi Moupondo        | Jimmy Thornfeldt, Mohombi Moupondo           | 3:01    |  |
| 7.                       | "Follow Me"                      | Steve I                             | Jimmy Thornfeldt, Mohombi Moupondo        | Jimmy Thornfeldt, Mohombi Moupondo           | 3:32    |  |
| 8.                       | "Baby Baby" (versão japonesa)    | Emi K.Lynn                          | G-Dragon, Brave Brothers                  | Brave Brothers                               | 3:53    |  |
| 9.                       | "Emotion"                        | G-Dragon, Komu                      | Jimmy Thornfeldt, Mohombi Moupondo, Perry | Jimmy Thornfeldt, Mohombi Moupondo, Perry    | 3:20    |  |
| 10.                      | "Love Club"                      | Rina Moon                           | G-Dragon, Perry, Teddy Park               | Teddy Park                                   | 3:34    |  |
| 11.                      | "Always" (versão japonesa)       | Rina Moon                           | Teddy Park, Perry                         | Teddy Park                                   | 3:55    |  |
| Duração total:           | Duração total:                   | Duração total:                      | Duração total:                            | Duração total:                               | 36:26   |  |

| Conteúdo bônus em DVD – Edição CD+DVD |                                  |         |  |
| N.º                                   | Título                           | Duração |  |
| 1.                                    | "My Heaven" (Vídeo musical)      |         |  |
| 2.                                    | "Gara Gara Go!!" (Vídeo musical) |         |  |
| 3.                                    | "Album making"                   |         |  |

| Big Bang + Live Tracks (faixas bônus) |                                                         |         |  |
| N.º                                   | Título                                                  | Duração |  |
| 1.                                    | "Gara Gara Go!!" (Ao vivo na Electric Love Tour 2010)   |         |  |
| 2.                                    | "Top of The World" (Ao vivo na Electric Love Tour 2010) |         |  |
| 3.                                    | "Follow Me" (Ao vivo na Electric Love Tour 2010)        |         |  |
| 4.                                    | "My Heaven" (Ao vivo na Electric Love Tour 2010)        |         |  |

## Desempenho nas paradas musicais
Após o lançamento de Big Bang no Japão, o álbum estreou em seu pico de número três pela Billboard Japan Top Albums Sales. Na parada da Oricon, o álbum atingiu a posição de número dois na parada diária da Oricon Albums Chart, obtendo vendas de doze mil cópias, mais tarde, Big Bang posicionou-se em número três através de sua respectiva parada semanal. A edição de relançamento do álbum, Big Bang + Live Tracks, alcançou a posição de número 52 na Billboard Japan Top Albums Sales e de número 39 na parada semanal da Oricon Albums Chart.

### Posições
| Paradas (2009)                           | Melhor posição |
| ---------------------------------------- | -------------- |
| Japão (Billboard Japan Top Albums Sales) | 3              |
| Japão (Oricon Daily Albums Chart)        | 2              |
| Japão (Oricon Weekly Albums Chart)       | 3              |

### Certificações
| País  | Provedor | Certificação | Vendas   |
| ----- | -------- | ------------ | -------- |
| Japão | RIAJ     | Ouro         | 100,000+ |

## Histórico de lançamento
| Região | Data                 | Formato                                       | Gravadora              | Edição                 |
| ------ | -------------------- | --------------------------------------------- | ---------------------- | ---------------------- |
| Japão  | 19 de agosto de 2009 | CD CD+ DVD (edição limitada) download digital | Universal Music Japan  | Big Bang               |
| Taiwan | 28 de agosto de 2009 | CD+DVD                                        | Universal Music Taiwan | Big Bang               |
| Japão  | 31 de março de 2010  | CD duplo                                      | Universal Music Japan  | Big Bang + Live Tracks |